# Saint-Esprit (Martinique)
Pour les articles homonymes, voir Saint-Esprit (homonymie).
Saint-Esprit est une commune française, située dans le département de la Martinique. Ses habitants sont appelés les Spiritains.

## Géographie

### Localisation
La commune de Saint-Esprit se situe sur l'île de la Martinique au sein de l'océan Atlantique. Le climat y est de type tropical.

## Urbanisme

### Typologie
Saint-Esprit est une commune urbaine, car elle fait partie des communes denses ou de densité intermédiaire, au sens de la grille communale de densité de l'Insee,,,. 
Elle appartient à l'unité urbaine du Robert, une agglomération intra-départementale regroupant 11 communes et 129 747 habitants en 2022, dont elle est une commune de la banlieue,.
Par ailleurs la commune fait partie de l'aire d'attraction de Fort-de-France, dont elle est une commune de la couronne. Cette aire, qui regroupe 28 communes, est catégorisée dans les aires de 200 000 à moins de 700 000 habitants,.

## Toponymie
Ville située à l'intérieur des terres, c'est une région habitée par les caraïbes qui vivent essentiellement de la chasse, de la pêche et des racines. À l'embouchure de deux rivières, ils construisent leurs cases et y vivent paisiblement jusqu'à l'arrivée des premiers colons en 1635.

## Histoire
Le Saint-Esprit est né vers 1746 de la division de l’ancienne paroisse « Cul-de-Sac-à-Vache » qui regroupait les communes actuelles de Rivière-Salée, Trois-Ilets et Trou au Chat (Ducos). Il était autrefois appelé Bourg-des-Coulisses en raison de sa position stratégique qui permettait la culture de la canne sur les mornes environnants, et l’installation de longues « gouttières », les coulisses, par lesquelles la canne était acheminée, rapidement et à moindre effort, jusqu’aux moulins à eau ou à bêtes des quatre premières sucreries qui s’étaient toutes positionnées au centre de la cuvette où se trouve actuellement le Bourg. 
Cette solution s’était imposée en raison de la nature des terrains constitués de couches d’alluvions apportés par les deux rivières principales, rendant très difficile la circulation de lourds « cabrouets » chargés de cannes, systématiquement embourbés. Peu à peu la paroisse se structure en bourg autour de la première église et de la place d’arme à l’emplacement de l’actuel cimetière. Vers 1820, la commune compte une dizaine de sucreries en activité, chiffre qui passera en 1882 à dix-huit habitations sucrières avant la disparition totale de cette industrie avant la seconde guerre mondiale. 
Les deux rivières principales qui traversent le Saint-Esprit s’appellent la Rivière des Coulisses et la Rivière des Cacao. Elle coulent aujourd’hui très peu, sauf pendant l’hivernage où de grandes avalasses d’eau peuvent provoquer des inondations. Cependant, au XVIIIème siècle, la Rivière des Coulisses connaissait des crues régulières et c’est pour échapper à celles-ci que le cimetière et les maisons du bourg furent déplacés sur une terrasse, à la suite de l’ouragan de 1788. 
Le bourg, qui se réduisait au début du XIXème siècle à quelques maisons situées à proximité de l’église et du presbytère, va se développer de façon considérable. En 1833, le Saint-Esprit évolue en commune. Les premières écoles primaires de garçons, puis de filles, furent d’abord des écoles religieuses et furent créées en 1839. A partir de 1881, comme dans le reste de la Martinique, les écoles deviennent laïques.
À cause des inondations récurrentes, la commune connait des vagues d’épidémies de variole et de fièvre jaune, à la fin de l’esclavage. En 1855, le cimetière est alors remis à son emplacement initial et un hôpital est construit dans le bourg. Le 3 décembre 1870, le Saint-Esprit devient chef-lieu du canton qui comprend Ducos, le François et Rivière-Salée. Ce statut entraîne l’arrivée massive de petits fonctionnaires, instituteurs, magistrats, ouvriers du bâtiment, ferronniers, forgerons, menuisiers et charpentiers. La proximité des usines centrales sucrières de Rivière-Salée en 1868 et de Petit-Bourg en 1869 augmentera l’importance économique de la commune, qui se signalera comme un réservoir important de main-d’oeuvre. À cette même période, la commune connaît l’insurrection du Sud venue de Rivière-Pilote, causant l’incendie de 7 habitations entre le 22 et le 24 septembre de la même année.
Entre 1920 et 1935, des bâtiments publics importants sont construits : l’Hôtel de Ville bâti en 1924 ; son architecture délicieuse est caractéristique de cette période post-art-nouveau. D’autres bâtiments sont également réalisés le Palais de justice (Justice de Paix) et le marché couvert, bâtiment métallique construit à l’emplacement même où se tenait traditionnellement le marché du bourg. Ces constructions renforcent le chef-lieu de canton, également centre régional et administratif, siège de la justice de paix, de la perception et centre culturel. Le Saint-Esprit est alors une ville bourgeoise, dont la population est essentiellement composée des fonctionnaires issues des communes voisines et de Saint-Pierre. 
Le bourg conservait sa fonction de marché actif. « On y trouvait, outre les produits agricoles traditionnels, de menus objets fabriqués par les artisans des quartiers et de la petite métallurgie. Le dimanche, les petits propriétaires, spécialisés dans les cultures secondaires, surtout vivrières, faisaient une « entrée triomphale » dans le bourg, montés sur leurs chevaux luisants à force d’avoir été astiqués; les femmes souvent aidées des domestiques, vendaient leur production au marché du bourg. On y trouvait les produits des chaisiers du morne Acajou, qui utilisaient le poirier vert et les joncs de la Mirame. Les cordiers des mornes Barbay, Acajou et Fonds-Coulisses vendaient des cordes de balisier d’environ deux mètres cinquante. Ces cordiers travaillaient aussi pour les usines de la plaine de Rivière-Salée pour lesquelles ils tressaients, avec des joncs, des revêtements protecteurs pour les tuyaux à vapeur de plus de cinquante mètres de long. Les vanniers de la Suin vendaient des paniers, des nattes ou des balais qu’ils fabriquaient avec des fibres de bambous, des feuilles de balisier ou des lianes... » (Histoire des communes).
Après la fermeture des deux usines de Rivière-Salée, la population diminue à partir 1950 et se tourne vers la culture de la banane, des agrumes et de produits vivriers. La commune perd alors ses titres de chef-lieu de canton ainsi que de centre administratif du sud. Dans les années 1970, la crise de la filière de la canne à sucre et le chômage en résultant, ont incité beaucoup de spiritains à de nouveau délaisser leur commune, en quête d’un emploi dans la capitale. Cet exode rural entraîne une forte chute de la population jusqu’à la fin des années 1980.
Aujourd’hui, grâce à sa position proche des grands centres économiques (Fort-de-France, Aéroport du Lamentin, Le François, Ducos), des plages, de la fraîcheur de son climat et de son caractère rural proche de la nature, le Saint-Esprit attire de nouveau. Actuellement, l’augmentation constante de la population a permis à la commune de dépasser le seuil des 10 000 habitants.
ORIGINE PRÉ-CÉRAMIQUE DE LA COMMUNE
Les trouvailles archéologiques de l’époque pré-céramique dans des lieux comme Baldara, la Suin, Valatte, sur la route des roches gravées du sud témoignent du passé amérindien. Les recherches effectuées laissent penser que sur les hauteurs devaient s’y trouver des « ichalis », jardins caraïbes situés beaucoup plus loin des habitations. En outre, on trouve des lieux dits « Caraïbes » comme celui où se situe la vasque en contrebas du morne Baldara creusée dans la pierre et qui n’a pas encore révélée tous ses secrets.
LA RÉVOLUTION FRANÇAISE ET SES PROLONGEMENTS SPIRITAINS
Le Saint-Esprit eu sa place dans le mouvement révolutionnaire à la Martinique. Le 2 février 1793, Rochambeau gouverneur des Iles françaises du Vent débarque à la Martinique, et grâce à Bellegarde mulâtre, ancien esclave au Trou-au-Chat, put mobiliser des troupes de nègres et libres de couleur dont des habitants du Saint-Esprit, contre les aristocrates.
« Le Blanc créole Jean André La Rochette fils, marié depuis 1786 au Saint-Esprit, conduit avec l’arpenteur blanc La Corbière, une troupe d’esclaves enrôlés par Bellegarde à l’assaut des Trois-Ilets, où se trouve l’habitation familiale de Percin, et le camp d’Audiffredy qui est détruit ainsi que plusieurs autres habitations. Il se porte ensuite vers Rivière-Salée où se trouve un camp. Tandis que Bellegarde nettoie le Gros-Morne et Trinité, La Rochette refoule les « aristocrates » vers le Vauclin et le Marin, où ils s’embarquent sur la frégate La Calipso, commandée par Mallevault le 21 juin 1793.
L'AGITATION DES LIBRES DE COULEURS
« Le 24 décembre 1847, le gouverneur Mathieu nous apprend qu’au Saint-Esprit, l’orfèvre Evitis (sans doute le même Evitis qu’on retrouve Conseiller Municipal en 1848) fait signer une pétition envoyée de Paris par Ledru-Rollin pour demander l’abolition immédiate de l’esclavage ; c’est ce qu’on a appelé la pétition des gens de couleur. Mathieu relève l’opposition du maire Peter Maillet qui assure qu’aucun habitant notable ne la signera. Evitis s’était déjà manifesté en 1833, au moment de l’affaire Bissette sous le nom de Hovitis dit Zélo et avait été déporté en 1827 comme « dangereux ».
En février 1848, presque immédiatement après l’installation du gouvernement de la République, un comité de colons se réunit à Paris chez Lepelletier de Saint-Rémy pour préparer l’abolition, au sein duquel on relève les noms de Tanguy Duchâtel et de Louis Tanguy Duchâtel, habitants propriétaires au Saint-Esprit.
Pour organiser le travail, les plus éclairés ont abordé le problème de « la case et du jardin », par conséquent celui de la propriété foncière. Il n’en est cependant pas discuté à Paris et, sur place, les notables de toutes couleurs ont résolu le problème dans le sens du respect de la propriété des biens immobiliers. De plus, aussi bien à Paris qu’à la Martinique, on craint que le développement de la petite propriété nuise au « travail », c’est-à-dire à la production du sucre. Ce problème de la propriété foncière ne trouve aucune satisfaction dans la proclamation du 23 mai qui met fin officiellement à l’esclavage et explique les événements qui se produisent dès le lendemain dans le Centre et dans le Sud ».
LES LENDEMAINS DE L'ABOLITION
Selon M. Joseph-Gabriel : « Lors de la révolution esclavagiste de 1848, des troubles éclatèrent au Saint Esprit. Le soulèvement échoua après l’arrestation du nommé Fortuné Elore».
Dans son rapport du 5 juin 1848, le gouverneur Rostoland donne plus de détails : « … quand est arrivée la nouvelle de l’abolition de l’esclavage. Des bandes s’étaient déjà formées dans les hauteurs du François et du Robert et elles n’ont pu être dispersées par la force armée envoyée à cet effet du chef lieu sous la conduite du citoyen Husson, Directeur de l’Intérieur […]. Le meneur de la bande principale serait un nommé Fortuné ».
LES ÉVÈNEMENTS DE 1870 : LA RÉVOLTE DU SUD
Une bagarre oppose Léopold Lubin, un noir originaire de la Commune du Marin à un blanc Augier de Maintenon sur la route de Grand Fond au Marin. Deux thèses s’affrontent : Lubin déclare avoir reçu des coups de cravaches de Maintenon pour ne s’être pas écarté de son chemin, l’autre thèse celle de Maintenon est que Lubin ne se serait pas écarté assez vite. 
Lubin qui ne parvint pas à obtenir réparation des autorités locales, décida alors de se faire justice lui-même, et à infliger des coups de cravaches à son agresseur. Il est arrête, emprisonné et condamné le 19 août 1870, à 5 ans de bagne et à 1500 francs, de dommages et intérêts. Le caractère raciste de l’affaire était évident, car la lourde condamnation de Lubin par le Président Bourgoin était sans commune mesure avec celle infligée en 1875 au blanc Esch à 5 mois de prison pour avoir agressé mortellement un noir.
Armand Nicolas analyse la condamnation de la façon suivante : « Elle était l’illustration de la société martiniquaise : le paysan face au grand propriétaire, l’homme de couleur face au seigneur blanc méprisant, l’affranchi de 1848 face à l’ancien maître qui songe avec nostalgie à la belle époque où le fouet était la cloche de l’habitation ». Ce sont ces faits qui sont à l’origine de » l’Affaire Lubin » qui va embraser tout le sud de la Martinique. Un groupe de 300 personnes armé de coutelas, bambous aiguisés, quelques fusils marchèrent avec à sa tête Eugène Lacaille partit du morne Honoré à Rivière-Pilote, rejoint par un autre groupe encore plus important conduit par Louis Telgard criant : « morts aux blanc, morts à Codé ».
Le gouverneur de Loisne décréta l’état de siège dans 15 communes parmi lesquelles le Saint-Esprit qui dénombra 7 propriétés incendiées, 18 tués et blessés. La répression s’organisa. Le dispositif militaire partagea la Martinique en une région Sud et une région centre pour barrer l’entrée toute incursion au Nord. Au centre de cette stratégie, se trouvait la commune de Saint-Esprit. » Le bourg fut le centre de concentration des forces anti rébellion »
Dès le 22, (…) le capitaine Delpoux, avec une forte section d’infanterie, recevait l’ordre d’occuper de suite le point stratégique du Saint-Esprit et de combiner ses mouvements avec ceux du lieutenant Bourdonnelle (détaché avec des marins à la Rivière Salée), à effet non seulement de barrer le passage aux insurgés, mais encore de les refouler dans le sud et de les cerner avec les troupes qui y opéraient. (…) De Fort-de-France (…) le détachement formé par M de Maynard et commandé par M. La Rougery fut dirigé sur la Rivière Salée, d’où il se porta rapidement sur le Saint-Esprit, qui était fortement menacé par les insurgés. (…)
MO du 4 octobre 1870 p. 5 : Troubles de la Martinique
Des chefs de l’insurrection, Eugène Lacaille, Louis Gertrude Isidore, Cyrille Nicanor, Furcis Carbonnel, Louis Charles Hutte, furent exécutés à Fort de France au polygone de Desclieux. Telgard pu s’enfuir vers l’île de Sainte-Lucie. D’autres sont condamnés à la déportation, aux travaux forcés.
LE SAINT-ESPRIT : UNE HISTOIRE LIÉE À L'ÉGLISE
La vie religieuse spiritaine a toujours été intense et pleine de rebondissements, dès l’origine : événements , climatiques, choix définitif de l’emplacement de l’Eglise du Saint-Esprit, agitations des périodes esclavagiste et post-esclavagiste, etc. La vie religieuse porte l’empreinte du fort attachement que l’on pouvait porter à la paroisse, comme l’illustrent les quatre cloches de l’église dont l’une d’elle nous vient du Caucase. La vierge du Grand retour est aussi passée par là au début du siècle dernier.
Par quel miracle, cette commune du sud de la Martinique sertie au creux des mornes verdoyants rencontre-t’elle la Russie impériale? Tout part de l’amitié entre deux hommes dont le destin avait croisé les chemins à la Martinique et qui se retrouvaient à nouveau dans d’autres circonstances. Lors de la guerre de Crimée, l’abbé Fauveau obtient de l’amiral Bruat, qu’on envoie dans la commune de Saint-Esprit ou il avait exercé comme aumônier, une cloche de sept cent quatre-vingt kilos récupérée d’une église de la ville de Sébastopol pour en faire don à son ancienne paroisse. Les deux hommes avaient affronté ensemble des difficultés à la Martinique. Débarqué à Saint-Pierre le 7 avril 1838, le père Fauveau gagne le Saint-Esprit où il exerce comme vicaire le lendemain de son arrivée à la Martinique, puis comme curé de la paroisse dès le 8 août 1838. Il subit de nombreuses attaques du préfet apostolique Castelli et de son sous-préfet, l’abbé Jacquier, et est défendu par l’amiral Bruat qui le présenta comme seul susceptible d’être à la tête du clergé colonial. En 1848, Castelli et Jacquier sont rappelés en France.
Cette cloche appelée « La Sébastopol », par les paroissiens portent deux inscriptions en russe ainsi déchiffrés:
« Par la grâce de Dieu cette cloche a été coulée pour le bourg cosaque de Vitezov pour l’église de Saint-Georges ».
« Par la générosité des donateurs bénévoles (elle a été) coulée dans la ville de Stavropol au Caucase, dans l’usine de la commerçante Anna Eframova – année 1849 – poids 48 ponds 37 livres 790 Kgs ». Les mélomanes savent reconnaître le son spécial en « LA » de la ‘Sébastopol »
L’église vétuste ne pouvait accueillir dans le clocher cette noble dame par trop lourde. Descendue plusieurs fois à la suite des vicissitudes du temps et des ouragans, elle put ainsi s’offrir aux regards de ceux qui tentaient de comprendre les écritures en russe qui l’ornaient. À la date de son arrivée à la Martinique, la construction d’une nouvelle église venait d’être commencée et ne s’acheva qu’en 1857. Lors des réparations effectuées en 1866, on s’inquiétait déjà de la résistance du clocher au poids des cloches et l’on tenta de le consolider, mais, en 1884, lors de nouvelles réparations, il fallut décrocher la Sébastopol. L’ouragan août 1891, détruisait l’ancienne église du Saint-Esprit et obligeait à en construire une nouvelle. La première pierre n’ayant été posée qu’en 1903 et le clocher en bois achevé en 1907, c’est à cette date seulement que la cloche retrouva le Saint-Esprit. À la suite du cyclone de 1951, la Sébastopol dut être décrochée à nouveau. Témoignage de reconnaissance de la commune: le 05 septembre 1853 le conseil municipal présidé par le maire Pignol appela la place face à l’église « Place Bruat ». Un décret impérial du 15 novembre 1853 confirma cette appellation.

## Politique et administration

### Rattachements administratifs et électoraux
Saint-Esprit appartient à l'arrondissement du Marin et vote pour les représentants de l'Assemblée de Martinique. Avant 2015, elle élisait son représentant au conseil général dans le canton de Saint-Esprit, entité dont elle était le chef-lieu et unique commune.
Pour l’élection des députés, la commune fait partie de la quatrième circonscription de la Martinique.

### Intercommunalité
La commune appartient à la communauté d'agglomération de l'Espace Sud de la Martinique.

## Population et société

### Démographie
L'évolution du nombre d'habitants est connue à travers les recensements de la population effectués dans la commune depuis 1961, premier recensement postérieur à la départementalisation de 1946. À partir de 2006, les populations de référence des communes sont publiées annuellement par l'Insee. Le recensement repose désormais sur une collecte d'information annuelle, concernant successivement tous les territoires communaux au cours d'une période de cinq ans. Pour les communes de moins de 10 000 habitants, une enquête de recensement portant sur toute la population est réalisée tous les cinq ans, les populations de référence des années intermédiaires étant quant à elles estimées par interpolation ou extrapolation. Pour la commune, le premier recensement exhaustif entrant dans le cadre du nouveau dispositif a été réalisé en 2005.

En 2022, la commune comptait 10 422 habitants, en évolution de +10,57 % par rapport à 2016 (Martinique : −4,11 %, France hors Mayotte : +2,11 %).
| 1961  | 1967  | 1974  | 1982  | 1990  | 1999  | 2010  | 2015  | 2020   |
| ----- | ----- | ----- | ----- | ----- | ----- | ----- | ----- | ------ |
| 7 240 | 8 045 | 7 676 | 7 236 | 7 767 | 8 203 | 9 335 | 9 379 | 10 120 |

| 2022   | - | - | - | - | - | - | - | - |
| ------ | - | - | - | - | - | - | - | - |
| 10 422 | - | - | - | - | - | - | - | - |

### Sports et loisirs
Équipements sportifs :
- Stade municipal André Kabile, Stade municipal André Kabyle
- Complexe Omnisports
- Piscine communautaire de Saint-Esprit

Clubs sportifs :
- Le Stade Spiritain, football (Champion de la Martinique de football en 1932, en 1960 et 1961). Ancien club d'André Kabile, ex footballeur professionnel de Nîmes Olympique de 1966 à 1979 et de l'Équipe de Martinique de football.

- Avenir Football Club, football féminin
- AS Black Stars, basket ball
- Club Athlétisme Plus Spiritain, athlétisme
- Étoiles du Sud, majorette
- La Vague Spiritaine, natation
- UCS Union Cycliste Spiritaine, cyclisme
- Tie Break Spiritain, tennis
- Star Ball-Club, volleyball

## Économie
Le taux de chômage, en 1999, pour la commune était de 23,1 %.

## Culture locale et patrimoine

### Lieux et monuments
- Église du Saint-Esprit. L'église est dédiée au Saint-Esprit. L'édifice a été inscrit au titre des monuments historique en 1995[17].
- Musée des Arts et Traditions populaires
- Bourg
- Hôtel de ville
- Morne Baldara (Point de vue)
- Cascade Firmin
- Source Caraïbe

### Personnalités liées à la commune
- Georges Gratiant, né à Saint-Esprit, avocat, maire du Lamentin de 1959 à 1989 et conseiller général de 1970 à 1985 et conseiller régional de 1983 à 1990 et président du conseil général de la Martinique de 1946 à 1947. Il fut aussi cofondateur en 1957 du Parti communiste martiniquais.
- Camille Petit, né à Saint Esprit, maire de Sainte-Marie 1969 à 1983 et député de la Martinique de 1967 à 1986 et président du conseil régional de la Martinique de 1974 à 1983. Il fut aussi le pionnier du Gaullisme en Martinique.
- Monchoachi, écrivain. En 2003, il obtient le prix Carbet de la Caraïbe' et le prix Max-Jacob pour son roman L'Espère-geste.
- Jonas Rano, écrivain, poète et journaliste auteur de "Créolitude, silences et cicatrices pour seuls témoins".
- Hermann Panzo, athlète, champion d'Europe junior du 100 mètres en 1977, médaillé olympique en 1980.
- André Kabile, ancien footballeur professionnel de Nîmes Olympique. En son hommage, le stade de football de la commune porte nom.
- Willy Roseau, cycliste, vainqueur du Tour de la Martinique en 2008 et champion de la Caraïbe en 2008, 2009 et 2011.
- Mickaël Laurent, cycliste, 3 fois vainqueur du Tour de Guyane en 2004, 2013 et 2017.
- Stéfi Celma, actrice.
- Monique-Antoine Orosemane, dite Mounia (mannequin).
- Meryl , chanteuse de Rap. Ses principaux tubes "Béni", "Ah lala", "Désolé", "Coucou", "Wollan", "La brume", "Billets" dépassent plus de 1 million de vues sur Youtube.
- Éric Hayot, maire de la commune de 1986 à 2014, acteur de la modernisation de la ville
- Georges Fitt-Duval , maire de 1947 à 1977, père de la diffusion de la connaissance d'après guerre
- Raymond Félix -Théodose , maire 1977 à 1985, initiateur de la modernisation de la ville
- Steeven Jean Yves Zamor, président de l'agence de mannequin "Your Angel Models" et ancien directeur artistique de Miss Martinique.